# Eredivisie ijshockey 2013/14
De Eredivisie ijshockey is de hoogste divisie in deze tak van sport in Nederland die door de Nederlandse IJshockey Bond (NIJB) wordt georganiseerd. Het seizoen 2013/14 was het 54e seizoen van deze competitie.
Titelverdediger was HYS The Hague. De club HYC Herentals was dit seizoen de enige Belgische deelnemer. Nieuwkomer was Dordrecht Lions, de kampioen van de Eerste divisie in het seizoen 2012/13. In mei 2013 kondigde Amsterdam G's aan om niet deel te nemen in het seizoen 2013/14 van de eredivisie om financiële redenen (geen sluitende begroting). Halverwege het seizoen (per 24 januari 2014) werd vanwege nieuwe sponsoring de competitienaam “Jack's Casino Eredivisie”.
Na afloop van de reguliere competitie speelden de vier beste teams volgens het knock-outsysteem om het Kampioenschap van Nederland. Tilburg Trappers behaalde voor de veertiende keer de landstitel, het versloeg in de finale in een "best-of-7" tienvoudig kampioen en titelverdediger HYS The Hague in zes duels.
Nieuw dit seizoen waren de wedstrijden om de “Larry van Wieren Cup” waarom twee teams uit de eredivisie samen met de top twee van de eerste divisie streden. Eaters Geleen werd de eerste winnaar van deze cup door in de finale (best-of-2) na verlenging Eindhoven Kemphanen te verslaan.

## Competitie
De reguliere competitie begon op 4 oktober 2013 en eindigde op 23 februari 2014. Elk team speelde zes keer tegen elke tegenstander (drie keer thuis, drie keer uit). Elke club speelde zodoende achttien keer een thuiswedstrijd.
Puntentelling
Een gewonnen wedstrijd leverde dit seizoen twee punten op. Bij een gelijkspel volgde een verlenging (4-tegen-4) van maximaal vijf minuten, eventueel gevolgd door een shoot-out. Het team dat scoorde won de wedstrijd met een doelpunt verschil. De winnaar kreeg twee punten, de verliezer een punt.
| # | Club                    | AW | W  | GW | GV | V  | Pnt  | V-T     |
| - | ----------------------- | -- | -- | -- | -- | -- | ---- | ------- |
| 1 | DESTIL Trappers Tilburg | 36 | 32 | 02 | 0  | 04 | 64   | 216-064 |
| 2 | HYS The Hague           | 36 | 25 | 01 | 05 | 05 | 57   | 215-106 |
| 3 | UNIS Flyers Heerenveen  | 36 | 23 | 03 | 01 | 09 | 53   | 168-081 |
| 4 | HYC Herentals           | 36 | 14 | 02 | 03 | 17 | 35   | 159-181 |
| 5 | Dordrecht Lions         | 36 | 15 | 01 | 0  | 20 | 32   | 153-192 |
| 6 | Noptra Eaters Geleen    | 36 | 06 | 0  | 02 | 12 | 12 * | 086-256 |
| 7 | Eindhoven Kemphanen     | 36 | 02 | 02 | 0  | 32 | 08   | 091-208 |

|      | DORD         | EIND        | GELE           | HAGU              | HEER              | HYCH            | TILB          |
| ---- | ------------ | ----------- | -------------- | ----------------- | ----------------- | --------------- | ------------- |
| DORD |              | 4-2 3-2 8-4 | 10-1 5-0 * 9-6 | 3-6 5-4 nv 1-6    | 2-7 2-3 3-4       | 7-9 5-3 9-2     | 1-8 3-9 1-9   |
| EIND | 2-4 2-5 1-8  |             | 6-5 nv 3-7 8-1 | 2-12 2-3 2-13     | 4-7 0-3 1-3       | 4-3 nv 3-4 1-3  | 1-7 0-6 1-8   |
| GELE | 6-8 3-6 5-3  | 1-5 5-3 4-3 |                | 1-7 2-11 4-8      | 0-3 1-5 1-6       | 2-4 7-6 0-9     | 1-10 0-13 2-5 |
| HAGU | 8-1 3-4 10-4 | 7-2 5-4 8-1 | 6-0 6-2 18-1   |                   | 1-4 6-3 3-4 nv    | 7-2 5-4 nv 10-3 | 3-2 1-5 3-2   |
| HEER | 10-0 5-4 9-4 | 6-2 5-0 9-1 | 8-0 8-1 9-0    | 5-6 3-2 nv 1-2    |                   | 3-5 7-1 8-2     | 2-4 4-1 1-4   |
| HYCH | 7-8 8-4 6-4  | 6-5 5-4 9-6 | 5-9 4-3 nv 5-1 | 11-6 3-8 4-6      | 5-4 nv 3-2 1-2 nv |                 | 4-7 3-5 3-4   |
| TILB | 11-2 5-0 6-3 | 3-2 9-2 9-0 | 13-0 6-2 12-2  | 4-2 1-0 nv 4-3 nv | 5-1 1-3 3-1       | 4-2 4-1 7-4     |               |

* Dordrecht - Geleen: wedstrijd door Geleen gestaakt: reglementaire uitslag; Geleen kreeg ook nog twee punten in mindering.

## Kampioenschap van Nederland

### Halve finale
In de halve finale speelden de vier hoogst geëindigde teams van de reguliere competitie en werd door middel van een “best-of-7” gespeeld. De twee hoogst geëindigde clubs hadden het voordeel om thuis te beginnen.
| #1 - #4 |                         |         |                |                         |
| Datum   | Thuisteam               | Uitslag | Periodestanden | Uitteam                 |
| 28/02   | DESTIL Trappers Tilburg | 3-2     | 0-0, 1-2, 2-0  | HYC Herentals           |
| 02/03   | HYC Herentals           | 1-4     | 0-2, 0-1, 1-1  | DESTIL Trappers Tilburg |
| 05/03   | DESTIL Trappers Tilburg | 8-0     | 2-0, 3-0, 3-0  | HYC Herentals           |
| 07/03   | HYC Herentals           | 4-3     | 2-2, 2-1, 0-0  | DESTIL Trappers Tilburg |
| 09/03   | DESTIL Trappers Tilburg | 7-0     | 2-0, 2-0, 3-0  | HYC Herentals           |

| #2 - #3 |                        |         |                |                        |
| Datum   | Thuisteam              | Uitslag | Periodestanden | Uitteam                |
| 28/02   | HYS The Hague          | 3-4     | 0-1, 2-1, 1-2  | UNIS Flyers Heerenveen |
| 01/03   | UNIS Flyers Heerenveen | 8-6     | 1-1, 1-4, 6-1  | HYS The Hague          |
| 02/03   | HYS The Hague          | 3-7     | 2-4, 0-2, 1-1  | UNIS Flyers Heerenveen |
| 05/03   | UNIS Flyers Heerenveen | 2-4     | 1-1, 1-3, 0-0  | HYS The Hague          |
| 09/03   | UNIS Flyers Heerenveen | 4-5 nv  | 0-2, 2-1, 2-1  | HYS The Hague          |
| 11/03   | HYS The Hague          | 3-2 nv  | 0-1, 0-1, 2-0  | UNIS Flyers Heerenveen |
| 12/03   | HYS The Hague          | 5-2     | 4-0, 1-1, 0-1  | UNIS Flyers Heerenveen |

### Finale
De finale werd door middel van een “best-of-7” gespeeld. De hoogst geëindigde club in de competitie had het voordeel om thuis te beginnen.
| Datum | Thuisteam               | Uitslag | Periodestanden | Uitteam                 |
| ----- | ----------------------- | ------- | -------------- | ----------------------- |
| 14/03 | DESTIL Trappers Tilburg | 6-2     | 2-1, 0-0, 4-1  | HYS The Hague           |
| 15/03 | HYS The Hague           | 2-3     | 0-0,1-1, 1-2   | DESTIL Trappers Tilburg |
| 18/03 | DESTIL Trappers Tilburg | 3-5     | 1-1, 0-3, 2-1  | HYS The Hague           |
| 21/03 | HYS The Hague           | 2-4     | 1-0, 1-1, 0-3  | DESTIL Trappers Tilburg |
| 23/03 | DESTIL Trappers Tilburg | 2-3 nv  | 0-0, 0-0, 2-2  | HYS The Hague           |
| 25/03 | HYS The Hague           | 0-1     | 0-0, 0-0 , 0-1 | DESTIL Trappers Tilburg |

## Larry van Wieren Cup
Hier streden twee teams (Eaters Geleen en Eindhoven Kemphanen) uit de eredivisie samen met de top twee (respectievelijk GIJS Bears Groningen en Nijmegen Devils) van de eerste divisie om.
Oorspronkelijk zouden ook de derde niet meer actief zijnde club in de eredivisie (Dordrecht Lions), en de nummer drie van de eerste divisie (HIJS HOKIJ Den Haag) deelnemen, maar deze twee clubs trokken zich voor aanvang de strijd terug. Hierdoor werd ook de oorspronkelijke opzet van de “Larry van Wieren Cup” gewijzigd. Waar oorspronkelijk in twee groepen van drie teams, vervolgens een kruisfinale tussen de nummers twee van deze groepen en tot slot de finale gespeeld zou worden, werd nu een volledige competitie gespeeld (eenmaal thuis, eenmaal uit tegen elke tegenstander) met als slot de finale over twee wedstrijden tussen de top-2.

### Competitie
| # | Club                 | AW | W  | GW | GV | V  | Pnt | V-T   |
| - | -------------------- | -- | -- | -- | -- | -- | --- | ----- |
| 1 | Noptra Eaters Geleen | 06 | 06 | 0  | 0  | 0  | 12  | 41-07 |
| 2 | Eindhoven Kemphanen  | 06 | 04 | 0  | 0  | 02 | 08  | 42-30 |
| 3 | GIJS Bears Groningen | 06 | 02 | 0  | 0  | 04 | 04  | 24-37 |
| 4 | Nijmegen Devils      | 06 | 0  | 0  | 0  | 06 | 00  | 11-44 |

|       | EIND  | GELE | GRON | NIJME |
| ----- | ----- | ---- | ---- | ----- |
| EIND  |       | 9-2  | 7-1  | 8-1   |
| GELE  | 1-5 * |      | 7-6  | 10-3  |
| GRON  | 1-8   | 4-12 |      | 4-3   |
| NIJME | 1-4   | 3-10 | 0-8  |       |

### Finale
De finale werd in een “best-of-2” beslist.
| Datum | Thuisteam            | Uitslag | Periodestanden | Uitteam              |
| ----- | -------------------- | ------- | -------------- | -------------------- |
| 22/03 | Eindhoven Kemphanen  | 9-0     | 0-0, 6-0, 3-0  | Noptra Eaters Geleen |
| 23/03 | Noptra Eaters Geleen | 10-0 nv | 3-0, 2-0, 4-0  | Eindhoven Kemphanen  |